# System of a Down

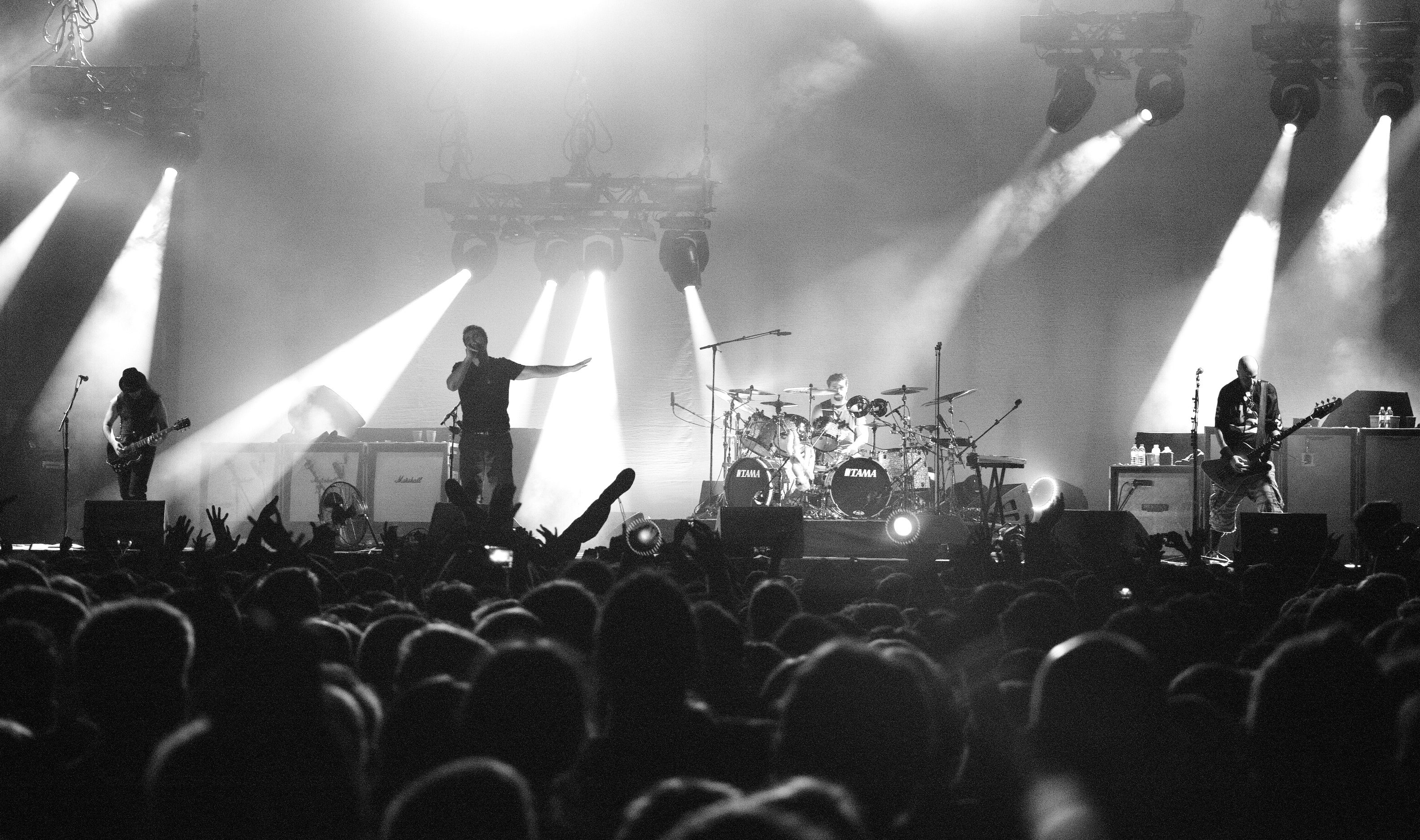
System of a Down 2013

System of a Down, thường được viết tắt thành SOAD hay System, là ban nhạc rock người Mỹ-Armenia gồm 4 thành viên. Ban nhạc đến nay bao gồm các thành viên Serj Tankian (hát chính, keyboard), Daron Malakian (hát chính, keyboard), Shavo Odadjian (bass, giọng nền) và John Dolmayan (trống).
Ban nhạc phát hành 5 album phòng thu đạt thành công thương mại, với 3 trong số đó giành ngôi đầu bảng Billboard 200 Hoa Kỳ. System of a Down đã được đề cử cho 4 giải Grammy và giành giải Trình diễn hard rock xuất sắc nhất vào năm 2006 cho bài hát "B.Y.O.B.". Nhóm tạm dừng sự nghiệp âm nhạc vào tháng 8 năm 2006 và tái hợp vào tháng 11 năm 2010, thực hiện chuyến lưu diễn System of a Down Reunion Tour trong 3 năm kế tiếp. System of a Down đến nay đã bán được 40 triệu đĩa thu âm trên toàn cầu.

## Thành viên
Hiện tại
- Serj Tankian – hát chính, keyboard, guitar (1994–nay)
- Daron Malakian – guitar, hát chính (1994–nay)
- Shavo Odadjian – bass, giọng nền (1994–nay)
- John Dolmayan – trống (1997–nay)

Cựu thành viên
- Andy Khachaturian – trống (1994–1997)

Cộng tác viên
- Arto Tunçboyacıyan – bộ gõ, sáng tác (trongn Toxicity: "Science" và "ATWA". Steal This Album!: "Bubbles" và một vài buổi hòa nhạc vào năm 2005)[2]

## Danh sách đĩa nhạc
Album phòng thu
- System of a Down (1998)
- Toxicity (2001)
- Mezmerize (2005)
- Hypnotize (2005)